# Григорий Велбъждски
Григорий Велбъждски е български духовник, епископ на Велбъжд.
Григорий Велбъждки е известен от текста на документ от 1375 – 1376 г., известен в историографията като т.н „съдебно решение от Струмица“, в което са описани три случая на съдебна администрация в Княжеството на Драгаши.
В първия от описаните случаи при Константин Драгаш се явяват представители на светогорските манастира „Хилендар“ и „Свети Пантелеймон“ с искане да разреши имотен спор между тях в района на град Струмица. Владетелят се съветва с „правоверните си властели“, след което решава двама епископи – струмишкият епископ Даниил и велбъждският епископ Григорий, приставът на струмишкия кефалия – Станко и „старци“ от околността да очертаят спорните имоти на място.
В документа велбъждският епископ е именуван като епископ Бански, което предполага възможността в края на XIV век, Велбъждската епископия да се е наричала Банска, а гр. Велбъжд – Баня.